# ドイチェ・フースバルマイスターシャフト1945-1946
ドイチェ・フースバルマイスターシャフトは、1945-1946シーズンには開催されなかった。連合軍軍政期のドイツにおける最初のサッカーシーズンであり、 連合国占領地域と四か国共同管理地区ベルリンでは、ツォーネンマイスターシャフトと呼ばれる大会が開催された。米国とフランスの占領地域およびベルリンで開催された大会は、西ドイツの初代最上位サッカーリーグ、フースバル・オーバーリーガの初年度に相当する。

## 概要
第二次世界大戦が終了し、ドイツのサッカーはゼロからのリスタートを始めた。ドイツは無条件降伏し、勝利した連合国のアメリカ・イギリス・フランス・ソビエト連邦が国土を分割占領、そしてベルリンは四か国が共同管理する。この政治秩序と境界線が、再出発の基盤となった。
各占領地域では、サッカー再建のプロセスが全く異なっていた。各占領当局によって、スポーツやサッカーを占領地住民の「再教育手段」としてどう作用させるべきか、どう役立てられるのるか、その考え方と姿勢に大きな相違があったからである。大別すると、アメリカとフランスはサッカーリーグ再建に協力的であり、相対的に、イギリスとソ連は既存のスポーツクラブそのものを旧時代の悪と見做し、警戒していた。これらを反映して、サッカー再建のプロセスもそれぞれ違ったものとなる。
1945年5月にベルリンの連合国管理評議会 (Alliierter Kontrollrat)は全スポーツ運営組織・スポーツクラブの活動を禁止し、当初ベルリンで連合国各管理地区に作った公共クラブ「シュポルトグルッペ」 (SG) のみが活動を許された。ほどなくクラブ活動が許可されたが、それも当初は新規登録クラブだけであった。対して戦前から存在するクラブの場合、その伝統的名称を保持したまま活動再開許可を得るためには、長い辛抱が必要であった。そのため一時的に名称変更して許可を取得し、しばらくして旧名に戻すという事例も、数多く見られた。例えば、フランス占領地域でSVザールブリュッケンから改名した、1.FCザールブリュッケンなどのケースである。

### アメリカ占領地域
この地域ではサッカーリーグ再建が著しく速かった。飛び地のブレーメンを除く地域で、1945年11月4日オーバーリーガ・ズュートが開幕した。このリーグは、1グループ・16クラブ編成だった事が特筆される。その他の占領地域マイスターシャフトでは、一次リーグとして複数の地域別リーグが行われており、それすら10-12クラブという規模にすぎなかったからである。突出して大きく、それでいてシンプルな大会形式だった。また南部最高の16クラブだけを集めたので、レベルも高かった。
終戦直後の困難な時代だったにもかかわらず、当初のスケジュール通りに全試合が消化されたのは奇跡的な事であった。米国占領地域/オーバーリーガ・ズュート初代王者は、1.FCニュルンベルクとの争いを僅差で制したVfBシュトゥットガルトであった。米占領当局が、1945年5月の連合国管評議会布告を半分程度しか守らなかったので、ここでは既存クラブの活動が早く再開された。

### フランス占領地域
アメリカと同じくフランスも、 自国占領地域において1945年中にサッカーリーグ再建を許可したが、しかし大会形式がまるで異なっていた。住民の自由移動が規制されていた為に、面積が米国占領地域よりずっと狭いにも拘らず、1グループの単純なリーグ戦ではなく、合計3つのグループが作られた。北部はザールラント/ラインラント＝プファルツで一組、南部はズュートバーデンとズュートヴュルテンベルク＝ホーエンツォレルンで二組。北部勝者はグループ1位、南部勝者は両組1位同士のプレーオフ勝者であり、南北の勝者が決勝戦を戦うという方式である。
ただ、各グループのクラブ数は7から10クラブほどで、戦前のガウリーガに近いコンパクトなサイズだった。またヴュルテンブルク=ホーエンツォレルン地域は、当初の予定とは異なり南部に含まれなかった。フランス占領地域/オーバーリーガ・ズュートヴェスト初代王者となったのは、1.FCザールブリュッケン。大戦末期、旧名のSVザールブリュッケン時代にDM準優勝を収めた彼らは、クラブ名改称ですぐさまタイトルを獲得することができた。

### イギリス占領地域
イギリス占領地域でも状況はまるで別物であった。西側占領地域の中では最も厳しく、占領当局司令官は非常に狭い地域、郡・地区単位のリーグ開催しか認めないという態度だった。英国占領地域は、後にオーバリーガ・ノルト (北部) と ヴェスト (西部)が作られた地域を合わせて、非常に広大なものであった。西部では若干厳しい開催交渉を経て、SGデューレン99とロート＝ヴァイス・オーバーハウゼンが、それぞれミッテルライン地区とニーダーライン地区のリーグを制した。ヴェストファーレンでは2つの独立したリーグ戦が開催され、FCシャルケ04とSpVggエアケンシュヴィックが優勝。両者による決勝戦はなかった。
北部では。小さく細分化されたリーグ戦が多数開催された。オスナブリュックではTuSハシュテ01、ブレーメンではヴェルダー・ブレーメン、ハンブルクではハンブルガーSVが優勝。比較的大きなものとしては、10クラブ構成のオーバーリーガ・ニーダーザクセンがあり、アイントラハト・ブラウンシュヴァイクがこれを制した。オストハノーファー地区ではトイトニア・ユールツェンが優勝。
シュレースヴィヒ＝ホルシュタインでも小規模な地区リーグが開催され、北部地区はATSVフレンスブルク  、南部地区はVfBリューベックが優勝した。東部A地区はエッカーンフェルダーSV (2位はホルシュタイン・キール)、東部B地区ではFCキリア・キールが優勝。
イギリス占領当局との交渉がいかに厳しいものであったかは、北部マイスターシャフトが準々決勝終了後に突然打ち切られた事実に、よく表れている。

### ソ連占領地域
ソ連占領地域では。サッカー大会の開催申請が当局に完全却下された。来季1946-1947シーズンには、小規模なリーグ戦のみ開催が許可される。この地域では連合国管理評議会の禁止令が極めて厳格に適用されており、戦前からの既存スポーツクラブは強制的な改名・解体などを強いられたが、1989年以降に戦前の名前を取り戻したケースもある。

### ベルリン
4か国共同管理地区であるベルリンでは、国別占領地域とはまた違った状況が生まれた。1945年の秋、67のシュポルトグルッペおよびクラブは、4つの地区リーグに分散配置され、各地区の勝者が決勝ラウンドを戦った。地区リーグは純粋に地理的区分で作られたので、グループ内の力量差が激しくワンサイドゲームが多発した。マイスターシャフトは1945年12月に開幕し、36クラブが一次リーグを勝ち抜いて、また4つのグループに分けられた。この2次リーグは実力を考慮した組み合わせがなされており、ベルリン全体でのホーム・アンド・アウェイである 。
2次リーグ勝者による決勝リーグを制し、SCヴィルマースドルフが戦後最初のベルリナー・マイスターシャフト/シュタットリーガ・ベルリンの王者となった。その後も数年間、ベルリンでは公共のシュポルトグルッペにしか活動権が認められなかったが、西ベルリンにおいては、1949年ごろから既存の民間スポーツクラブの活動が急速に自由化された。